# Ziarnojadek brązowobrzuchy
Ziarnojadek brązowobrzuchy (Sporophila castaneiventris) – gatunek małego ptaka z rodziny tanagrowatych (Thraupidae). Jeden z najpospolitszych i najszerzej rozpowszechnionych gatunków ziarnojadków występujących w Amazonii w Ameryce Południowej. Nie jest zagrożony.

## Systematyka
Gatunek ten jako pierwszy opisał niemiecki ornitolog Jean Cabanis w 1849 roku. Holotyp pochodził z miejscowości Cumaka na wybrzeżu Gujany. Nie wyróżnia się podgatunków.

## Morfologia
Mały ptak o przysadzistym, zaokrąglonym dziobie – u samca w kolorze czarnym, u samicy oliwkowo-brązowym. Samce mają szarą głowę, policzki, grzbiet, skrzydła i ogon. Gardło, pierś, brzuch i podbrzusze w większości kasztanowe, tylko okolice pod skrzydłami szare. Oczy czarne z szarymi powiekami, szare nogi. Czasami samce mają niewielką białą plamkę u nasady dzioba. Samica jest piaskowo-brązowa, z nieco jaśniejszym brzuchem i czarniawymi skrzydłami, z brązowymi obrzeżami lotek. Samica jest trudno rozróżnialna od innych gatunków ziarnojadków, jeżeli nie towarzyszy jej samiec. Ziarnojadek brązowobrzuchy może być mylony z ziarnojadkiem rdzaworzytnym lub moczarowym. Długość ciała 10 cm, masa ciała średnio 7,8 g.

## Zasięg występowania
Ziarnojadek brązowobrzuchy występuje na wysokości do 1500 m n.p.m. (część źródeł podaje inne wartości – do 500 m n.p.m. lub do 1400 m n.p.m. w Peru). Zamieszkuje zachodnią i centralną część Amazonii aż do wschodnich stoków Andów – południowa, centralna i wschodnia Kolumbia, południowa Wenezuela (skrajnie zachodnia część stanu Amazonas), wschodni Ekwador, Peru, północno-zachodnia Boliwia (departamenty Pando, La Paz, Beni i Cochabamba) i prawie cała zachodnia Brazylia (na południe po północno-zachodnią część stanu Mato Grosso), dalej wzdłuż rzeki Amazonki aż do jej ujścia. Ponadto wybrzeża Oceanu Atlantyckiego na północ od ujścia Amazonki (Gujana, Surinam, Gujana Francuska), aż po granicę z Wenezuelą i północno-wschodnią część brazylijskiego stanu Roraima. Jest ptakiem częściowo migrującym. Zasięg jego występowania według szacunków organizacji BirdLife International obejmuje około 5,44 mln km².

## Ekologia
Jego głównym habitatem są trawiaste i krzewiaste polany, zarastające obszary po wykarczowanym lesie, otwarte i opuszczone tereny we wsiach i miastach, a także obszary wilgotne, bagna, torfowiska, a nawet otwarte akweny o powierzchni większej niż 8 ha, na których zasiedla pływające kępy roślin. Ziarnojadek brązowobrzuchy spotykany jest w niewielkich grupach lub małych stadach. Żywi się głównie ziarnami traw, ale także owocami drzew z rodzaju cekropka.

## Status zagrożenia
W Czerwonej księdze gatunków zagrożonych IUCN ziarnojadek brązowobrzuchy od 1988 roku klasyfikowany jest jako gatunek najmniejszej troski (LC, Least Concern). Liczebność populacji nie została oszacowana, ale ptak ten opisywany jest jako pospolity. Ze względu na brak istotnych zagrożeń czy dowodów na spadki liczebności BirdLife International uznaje trend liczebności populacji za prawdopodobnie stabilny.